# Si Beale Street pouvait parler
Pour l'adaptation, voir Si Beale Street pouvait parler (film).
Si Beale Street pouvait parler (If Beale Street Could Talk) est le cinquième roman de James Baldwin, publié en 1974. Ce roman est composé de deux parties.

## Résumé
Ce roman raconte l’histoire d’un jeune couple afro-américain composé de Clémentine Rivers surnommée Tish, 19 ans, et d'Alonzo Hunt également appelé Fonny, 22 ans. L'action se passe à Harlem au début des années 1970. Les deux jeunes adultes sont des amis d'enfance et s’aiment éperdument, mais un jour, Fonny est arrêté pour le viol d'une jeune femme porto-ricaine. Fonny se retrouve alors emprisonné à tort et, lors d'une visite, Tish apprend à Fonny qu’ils attendent un enfant.

## Thématique
Si Beale Street pouvait parler est le premier roman où James Baldwin se focalise sur une histoire d'amour entre des protagonistes afro-américains. Il s'agit également du seul livre de son œuvre où le narrateur est une femme. Baldwin raconte la grossesse de Tish, ses liens avec sa belle-famille alors qu'elle essaye de faire sortir Fonny de prison, ainsi que l'histoire de leur relation amicale et amoureuse grâce à des flashbacks. Tout en adressant les conséquences du racisme systémique et les failles du système carcéral américain, James Baldwin aborde la question de l'amour et de la famille dans la communauté afro-américaine des années 1970, à la suite du Black Arts Movement.

## Personnages
- Tish (Clémentine Rivers)
- Fonny (Alonzo Hunt)
- Frank Hunt
- Joseph Rivers
- Geneva Braithwaite

## Accueil
Dans sa critique pour le New York Times, la romancière Joyce Carol Oates a dit du roman qu'il proposait « une histoire émouvante et douloureuse ».

## Adaptations au cinéma
- 1998 : À la place du cœur, film français réalisé par Robert Guédiguian (adaptation libre)
- 2018 : Si Beale Street pouvait parler (If Beale Street Could Talk), film américain réalisé par Barry Jenkins